# Diplectrona spinata
Diplectrona spinata är en nattsländeart som först beskrevs av Banks 1939.  Diplectrona spinata ingår i släktet Diplectrona och familjen ryssjenattsländor. Inga underarter finns listade i Catalogue of Life.